# Sointu Kouvo
Sointu Kouvo, född 13 maj 1916 i Helsingfors, död 1991, var en finländsk skådespelare.

## Filmografi[1]
- Vaimoke, 1936
- Seikkailu jalkamatkalla, 1936
- Miehen kylkikuu, 1937
- Kaksi Vihtoria, 1939
- Herra johtajan "harha-askel", 1940
- Skaldekonungen och flyttfågeln, 1940
- Täysosuma, 1941
- Neljä naista, 1942
- Ballaadi, 1944
- Sylvi, 1944
- Kuollut mies kummittelee, 1952
- Hilja, mjölkflickan, 1953
- Takaisin yhteiskuntaan, 1953 (Dokumentär)
- Kohtalotoverit, 1954
- Majuri maantieltä, 1954
- Neiti Talonmies, 1955
- En man och hans samvete, 1957
- Autuas eversti, 1958
- Pieni luutatyttö, 1958